# Allisen Camille
Pour les articles homonymes, voir Camille.
Allisen Camille est une joueuse de badminton seychelloise née le 26 juin 1992 à Victoria (Seychelles).

## Palmarès

### Championnats d'Afrique
- Championnats d'Afrique de badminton 2018 à Alger
  -  Médaille d'or en double dames avec Juliette Ah-Wan
- Championnats d'Afrique de badminton 2014 à Gaborone
  -  Médaille d'argent en double dames avec Juliette Ah-Wan
  -  Médaille de bronze en équipe mixte
- Championnats d'Afrique de badminton 2013 à Rose Hill
  -  Médaille d'or en double dames avec Juliette Ah-Wan
  -  Médaille de bronze en équipe mixte
- Championnats d'Afrique de badminton 2012 à Addis-Abeba
  -  Médaille de bronze en double mixte avec Georgie Cupidon
- Championnats d'Afrique de badminton 2010 à Kampala
  -  Médaille de bronze en double dames avec Juliette Ah-Wan

### Jeux africains
- Jeux africains de 2015 à Brazzaville
  -  Médaille d'or en double dames avec Juliette Ah-Wan
  -  Médaille de bronze en équipe mixte
- Jeux africains de 2011 à Maputo
  -  Médaille d'argent en double dames avec Cynthia Course
  -  Médaille d'argent en double mixte avec Georgie Cupidon
  -  Médaille de bronze en équipe mixte

### Jeux des îles de l'océan Indien
- Jeux des îles de l'océan Indien 2015 à La Réunion
  -  Médaille d'argent en simple dames
  -  Médaille d'argent en double dames avec Juliette Ah-Wan